# Andreas Wiig
Andreas Ygre Wiig (Oslo, 3 de mayo de 1981) es un deportista noruego que compitió en snowboard, especialista en las pruebas de big air y slopestyle. Consiguió siete medallas en los X Games de Invierno.

## Medallero internacional
| \| X Games de Invierno \| X Games de Invierno \| X Games de Invierno \| X Games de Invierno \| \| Año \| Lugar \| Medalla \| Prueba \| \| ------------------- \| ---------------------- \| ------------------- \| ------------------- \| \| 2004 \| Aspen (Estados Unidos) \| Medalla de bronce \| Slopestyle \| \| 2006 \| Aspen (Estados Unidos) \| Medalla de plata \| Slopestyle \| \| 2007 \| Aspen (Estados Unidos) \| Medalla de oro \| Best trick \| \| 2007 \| Aspen (Estados Unidos) \| Medalla de oro \| Slopestyle \| \| 2008 \| Aspen (Estados Unidos) \| Medalla de oro \| Slopestyle \| \| 2008 \| Aspen (Estados Unidos) \| Medalla de bronce \| Big air \| \| 2009 \| Aspen (Estados Unidos) \| Medalla de bronce \| Big air \| |                        |                   |            |
| X Games de Invierno |                        |                   |            |
| Año | Lugar                  | Medalla           | Prueba     |
| 2004 | Aspen (Estados Unidos) | Medalla de bronce | Slopestyle |
| 2006 | Aspen (Estados Unidos) | Medalla de plata  | Slopestyle |
| 2007 | Aspen (Estados Unidos) | Medalla de oro    | Best trick |
| 2007 | Aspen (Estados Unidos) | Medalla de oro    | Slopestyle |
| 2008 | Aspen (Estados Unidos) | Medalla de oro    | Slopestyle |
| 2008 | Aspen (Estados Unidos) | Medalla de bronce | Big air    |
| 2009 | Aspen (Estados Unidos) | Medalla de bronce | Big air    |